# Rivière Doré (rivière des Outaouais)
Pour les articles homonymes, voir Doré.
La rivière Doré est un affluent du chenal du Sud, coulant dans le territoire non organisé de Lac-Lenôtre, dans la municipalité régionale de comté (MRC) de La Vallée-de-la-Gatineau, dans la région administrative de l’Outaouais, au Québec, au Canada.
Le cours de la rivière Doré est situé du côté sud de la rivière des Outaouais, entre les lacs O’Sullivan et Landron.
La rivière Doré coule entièrement en territoire forestier. La principale activité économique de ce bassin versant est la foresterie. La surface de la rivière est habituellement gelée du début de décembre à la fin-avril.

## Géographie
La rivière Doré prend sa source à l’embouchure du lac Gaudois (longueur : 5,6 km ; altitude : 414 m) situé à l'est du lac Doré lequel constitue le lac de tête de la rivière Doré Ouest (rivière Doré). Le lac Gaudois est localisé entre la rivière Wahoo et le chenal du Sud (rivière des Outaouais). Le lac Gaudois est sur le versant Sud de la ligne de partage des eaux entre la rivière Doré et le lac O'Sullivan situé sur le versant nord-est, lequel s’écoule vers le sud par la rivière Belinge jusqu’à la rivière Gatineau. Le lac Gaudois est entouré de sommets de montagnes atteignant 565 m au Nord, 524 m à l'est et 573 m au sud.
Cette source est située à 15,7 km au sud de la confluence de la rivière Doré, à 29,1 km au sud-est du lac Camachigama, à 135,6 km à l'est du centre-ville de Val-d’Or, à 23,1 km au nord-est du réservoir Cabonga, à 53,0 km à l'est du réservoir Dozois.
Les principaux bassins versants voisins sont :
- côté nord : rivière des Outaouais, rivière Festubert ;
- côté est : rivière des Outaouais, ruisseau Bear, lac O'Sullivan, rivière Belinge ;
- côté sud : rivière Wahoo, rivière Doré Ouest, lac Doré, ruisseau Spruce, rivière Cabonga, rivière Swannee ;
- côté ouest : chenal du Sud, rivière des Outaouais, [réservoir Dozois, lac Landron.

À partir de l’embouchure du lac Gaudois, la rivière Doré coule sur 34,3 km selon les segments suivants :
- 3,3 km vers le nord, jusqu’au lac Wheatley (altitude : 412 m), que le courant traverse vers le nord sur 1,3 km ;
- 7,1 km vers le nord-est, puis vers le nord, jusqu’à l’embouchure du lac Hessey (longueur : 1,1 km ; altitude : 402 m) que le courant traverse sur sa pleine longueur ;
- 11,7 km vers le nord en formant un crochet vers le nord-est, puis le nord-ouest et enfin vers le sud-ouest, jusqu’à la décharge (venant du nord) du lac Éric ;
- 5,9 km vers le sud-ouest en traversant une zone de marais jusqu’à l’embouchure du lac Luxeuil (longueur : 1,0 km ; altitude : 374 m) que le courant traverse sur sa pleine longueur ;
- 4,6 km vers le sud-ouest en traversant une zone de marais, en traversant le lac Éloi (longueur : 1,8 km ; altitude : 380 m) sur sa pleine longueur, jusqu’à la confluence de la rivière Doré Ouest (venant du sud-est) ;
- 1,7 km vers l'ouest en formant un crochet vers le nord, puis un vers le sud, jusqu'à la confluence de la rivière[2].

La rivière Doré se décharge sur la rive sud-est du chenal du Sud, dans le territoire non organisé de Lac-Lenôtre.
Cette confluence de la rivière Doré est située, à 2,8 km au nord-est du lac Landron, à 38,6 km au nord-est de la route 117, à 120,7 km à l'est du centre-ville de Val-D’Or, à 18,8 km au nord du réservoir Cabonga et à 42,5 km au nord-est du réservoir Dozois.

## Toponymie
Le terme Doré constitue un patronyme de famille d’origine française.
Le toponyme rivière Doré a été officialisé le 5 avril 1990 à la Commission de toponymie du Québec.